# Theognostos von Kiew

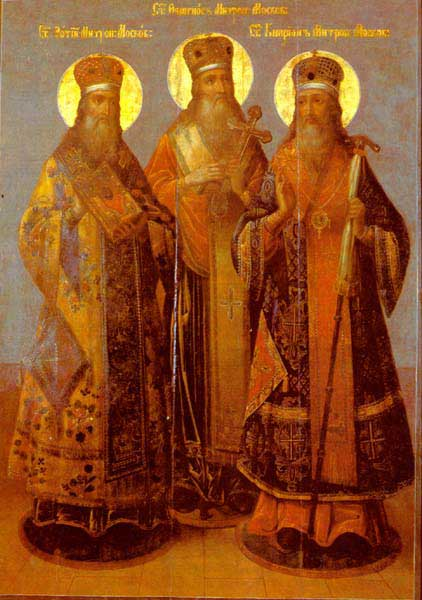
Ikonenmalerei aus dem 14. Jahrhundert mit den drei Metropoliten Photios, Theognostos und Kiprian

Theognostos (russisch Феогност; gestorben am 11. März 1353) war Metropolit von Kiew und ganz Russland.
Theognostos wurde in Konstantinopel geboren und siedelte dann nach Russland über, wo er im Jahre 1328 Peters Nachfolger als Metropolit von Kiew wurde. Nachdem er lange Zeit in Wolodymyr in Wolhynien gelebt hatte, zog er in seine neue Residenzstadt Moskau um.
Die Schlichtung der gegenseitigen Animositäten zwischen der Republik Nowgorod und dem Großherzogtum Moskau ist sein Verdienst, auch gelang es ihm, den ganzen Besitz der russischen Kirchen zu retten, wenn er auch sein eigenes Eigentum aufgeben musste, nachdem er sich geweigert hatte, Tribut von den Kirchen für die Goldene Horde einzusammeln. Für diese Unverfrorenheit wurde er von den Mongolen gefoltert. Schließlich gab der Khan auf und bestätigte die Privilegien der russisch-orthodoxen Kirche. Nach einem großen Brand in Moskau leitete Theognostos auch den Wiederaufbau der Anbetungsstätten.
1353 fühlte er sein Ende nahen und empfahl Alexios, den Bischof von Wladimir, als Nachfolger. Nach seinem Tod am 11. März wurde er in der Moskauer Dormitionskathedrale bestattet. Die russisch-orthodoxe Kirche sprach ihn im 19. Jahrhundert heilig.